# Аппер-Хатт
Аппер-Хатт (англ. Upper Hatt — Верхний Хатт, маори Orongomai) — город-сателлит столицы Новой Зеландии Веллингтон.

## География
Город находится в 30 км к северо-востоку от Веллингтона, находится в долине верхнего течения реки Хатт, откуда берёт своё название. Территориальное управление Аппер-Хатт занимает второе место в Новой Зеландии по территории после Данидина (540 км2).

## Города-побратимы
- Меса (Аризона)